# Phare de Dona Amélia
Le phare de Dona Amélia  ou phare de Ponta Machado est un phare situé sur Ponta Machado, proche du village de São Pedro sur l'île de São Vicente du groupe des îles de Barlavento, au Cap-Vert.
Ce phare géré par la Direction de la Marine et des Ports (Direcção Geral de Marinha e Portos ou DGMP) .

## Histoire
Le phare fut érigé en 1894 sur le promontoire nommé Ponta Machado, à la pointe sud-ouest de l'île, à environ 3 km du village de São Pedro. Il se situe dans la partie la plus occidentale de la petite chaîne de colline dominant la partie la plus occidentale de l'île. On y accède par la station balnéaire de Foya Branca puis par un sentier d'environ 2 km qui contient de nombreux passages en escaliers.

## Description
La maison-phare est une tour carrée blanche, avec galerie et lanterne, de 14 m de haut, adossée à une maison de gardien d'un étage. Il émet, à une hauteur focale de 56 m, un éclat blanc toutes les 5 secondes. Sa portée est de 17 milles nautiques (environ 31 km).
Mis en service en 1894, à l'apogée de la circulation maritime vers le port de Mindelo, il guide désormais les navires qui font escale ou quittent Porto Grande Bay, et la navigation intérieure de l'archipel.

Identifiant : ARLHS : CAP-002 ; PT-2020 - Amirauté : D2946 - NGA : 113-24096 .
|                  |
| Le phare de nuit |

|                    |
| Île de São Vicente |

## Caractéristique dufeu maritime
Fréquence sur 5 secondes : (W)
- Lumière : 0.2 seconde
- Obscurité : 4,8 secondes

### Lien connexe
- Liste des phares au Cap-Vert